# Klaus von Bismarck (General)
Friedrich Theodor Klaus von Bismarck (* 13. September 1854 in Neuenburg in Westpreußen; † 23. Juni 1918 in Danzig) war ein preußischer Generalleutnant.

## Leben

### Herkunft
Klaus war ein Sohn des preußischen Kreisgerichtsrates Theodor von Bismarck (1806–1883) und dessen Ehefrau Friederike, geborene von Ingersleben (1819–1887). Der preußische Generalleutnant August von Bismarck (1739–1813) war sein Urgroßvater.

### Militärkarriere
Bismarck trat am 6. November 1873 als Fahnenjunker in das 1. Posensche Infanterie-Regiment Nr. 18 der Preußischen Armee in Glatz ein und avancierte bis Mitte Oktober 1875 zum Sekondeleutnant. Von Juni 1879 bis November 1882 war er Adjutant des I. Bataillons, stieg anschließend zum Regimentsadjutanten auf und wurde in dieser Stellung Mitte Juni 1885 Premierleutnant. Unter Stellung à la suite seines Regiments erfolgte am 26. November 1887 seine Kommandierung als Adjutant der 35. Infanterie-Brigade in Flensburg. Ende Mai 1890 zunächst zum überzähligen Hauptmann befördert, wurde Bismarck mit der Ernennung zum Kompaniechef am 17. Juni 1890 in das 3. Garde-Regiment zu Fuß versetzt. Nach einer dreimonatigen Kommandierung zur Vertretung eines Adjutanten beim Generalkommando des Gardekorps wurde Bismarck am 2. Mai 1898 als aggregierter Major in das 8. Thüringische Infanterie-Regiment Nr. 153 nach Altenburg versetzt. Vom 18. April 1900 bis zum 21. April 1905 war er Kommandeur des I. Bataillons und rückte anschließend als Oberstleutnant in den Stab des 6. Thüringischen Infanterie-Regiments Nr. 95 in Gotha auf. In dieser Stellung Mitte September 1907 zum Oberst befördert, erhielt Bismarck am 18. November 1907 das Kommando über das 5. Thüringische Infanterie-Regiment Nr. 94 (Großherzog von Sachsen) in Weimar. Mit der Beförderung zum Generalmajor erfolgte am 21. April 1911 seine Ernennung zum Kommandeur der 24. Infanterie-Brigade in Neiße. Unter Verleihung des Charakters als Generalleutnant wurde Bismarck am 22. März 1913 in Genehmigung seines Abschiedsgesuches mit Pension zur Disposition gestellt.
Während des Ersten Weltkriegs wurde er als z.D.-Offizier wiederverwendet und war vom 2. August 1914 bis zum 19. Mai 1918 Kommandeur der stellvertretenden 71. Infanterie-Brigade in Danzig.
Er war Rechtsritter des Johanniterordens.

### Familie
Bismarck hatte sich am 24. April 1890 in Kunterstein mit Marie Chales de Beaulieu (* 1866) verheiratet. Aus der Ehe gingen die drei Töchter Marie-Luise (* 1891), Friederike (* 1892) und Ehrengard (* 1895) hervor.